# Dačov Lom
Dačov Lom (in ungherese Dacsólám, in tedesco Lam) è un comune della Slovacchia facente parte del distretto di Veľký Krtíš, nella regione di Banská Bystrica.

## Storia
Il comune è sorto nel 1943 in seguito all'unione delle due preesistenti municipalità di Horný Dačov Lom e Dolný Dačov Lom.
I due villaggi furono menzionati per la prima volta nel 1333, quale feudo dei conti Dobáky. 
Successivamente passarono ai nobili locali Dacsóy, e nel XIX secolo ai Majthény, ai Balassa e infine agli Zichy.